# Fable: The Journey
Fable: The Journey é um jogo eletrônico do gênero RPG de Ação e Mundo aberto, o quinto da série Fable. Ele foi desenvolvido pela Lionhead Studios e publicado pela Microsoft Studios para Xbox 360, exclusivamente como título para Kinect. Foi anunciado na Electronic Entertainment Expo de 2011, com exibição de um trailer e uma demonstração do modo de jogo. Também foi afirmado durante a E3 de 2011 que o jogo é um título autônomo, separado da série principal. Um trailer nova jogabilidade foi revelado na E3 de 2012 que levou Fable: The Journey a ser nomeado para o Critics Game Awards: Best of E3 2012, na categoria "Melhor captura de movimentos em jogo de simulação". Ao contrário dos jogos anteriores, Fable: The Journey foi desenvolvido utilizando o Unreal Engine 3.